# Lisselgårds-Dammsjön
Lisselgårds-Dammsjön är en sjö i Säters kommun i Dalarna och ingår i Dalälvens huvudavrinningsområde. Sjön är 12,8 meter djup, har en yta på 0,134 kvadratkilometer och befinner sig 224,1 meter över havet. Sjön avvattnas av vattendraget Ljusterån.

## Delavrinningsområde
Lisselgårds-Dammsjön ingår i det delavrinningsområde (669117-148502) som SMHI kallar för Utloppet av Lisselgårds-Dammsjön. Medelhöjden är 263 meter över havet och ytan är 8,27 kvadratkilometer. Det finns inga avrinningsområden uppströms utan avrinningsområdet är högsta punkten. Ljusterån som avvattnar avrinningsområdet har biflödesordning 2, vilket innebär att vattnet flödar genom totalt 2 vattendrag innan det når havet efter 206 kilometer. Avrinningsområdet består mestadels av skog (83 procent). Avrinningsområdet har 0,13 kvadratkilometer vattenytor vilket ger det en sjöprocent på 1,6 procent.